# Fitra
 (mai 2023).
Si vous disposez d'ouvrages ou d'articles de référence ou si vous connaissez des sites web de qualité traitant du thème abordé ici, merci de compléter l'article en donnant les références utiles à sa vérifiabilité et en les liant à la section « Notes et références ».

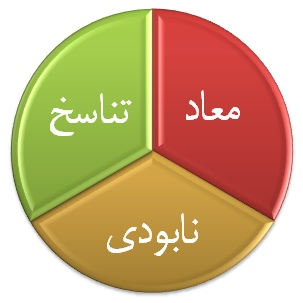
Après la mort, une personne est soit détruite, soit continue de vivre au Purgatoire jusqu'au Jour du Jugement.

Fitra (arabe : فِطْرة [fiṭra], état de nature ; naturel) est un terme arabe qui fait référence à la nature originelle de l'être humain selon l'islam.
La fitra serait « L’attitude naturelle par laquelle nous irions vers Dieu » ou « instinct ». En d'autres termes, il y aurait quelque chose en nous qui nous attirerait vers le transcendant. Dieu aurait créé l'homme avec une question fondamentale qui est : « Quel est le sens profond et premier de l'existence ? » La réponse à cette question aurait été oubliée par l'homme. Cette question serait un cri du cœur vers l'Absolu (Al-Qayyum, un des noms de Dieu en Islam).
Selon le cadre de pensée islamique, la réponse à cette question du sens de la vie ne pourrait être trouvée que dans un cadre spirituel (pas nécessairement religieux cependant, par exemple le fait d'aider les pauvres toute sa vie). La connaissance de Dieu serait le sommet de l'accomplissement de la fitra perdue, laquelle est supposée être une réalisation spirituelle totale.
Selon un hadith, ce principe englobe également une composante purement physique, qui est le plus bas degré sur l'échelle des valeurs de la fitra (le plus haut étant la connaissance de Dieu, et les degrés intermédiaires étant tous d'ordre spirituels, tels la prière de la nuit, le jeûne volontaire, la méditation sur les écrits coraniques, etc.). La fitra contient 10 actes qui doivent être effectués au minimum tous les quarante jours : il est obligatoire selon ce dogme, par exemple, de ne pas laisser sa moustache pousser plus de quarante jours. Ces actes se justifieraient par la nécessité d'être propre ce qui permettrait de se rapprocher de la pureté et donc d'Allah.
Les règles comprennent :
- Tailler sa moustache
- Laisser pousser sa barbe
- Se rincer la bouche avec de l’eau
- Se nettoyer les dents
- Se laver les narines par aspiration d’eau et son rejet
- Couper ses ongles
- Nettoyer ses articulations, les plissures des doigts
- S'épiler les aisselles
- Raser ses parties génitales
- se laver les émonctoires (les issues de l’urine et des matières fécales)